# (69367) 1994 SD
(69367) 1994 SD  es un asteroide perteneciente al cinturón de asteroides, descubierto el 30 de septiembre de 1994 por el equipo del Observatorio Astronómico de Farra d´Isonzo desde el propio Observatorio de Farra d´Isonzo, en Italia.

## Designación y nombre
Designado inicialmente como 1994 SD.

## Características orbitales
(69367) 1994 SD orbita a una distancia media del Sol de 2,666 ua, pudiendo acercarse hasta 2,199 ua y alejarse hasta 3,133 ua. Tiene una excentricidad de 0,175 y una inclinación orbital de 12,771 grados. Emplea en completar una órbita alrededor del Sol 1589,54 días.

## Características físicas
Su magnitud absoluta es 15,59.